# Tököl
Tököl  este un oraș în districtul Szigetszentmiklós, județul Pesta, Ungaria, având o populație de 9.734 de locuitori (2011). 

## Demografie
Componența etnică a orașului Tököl
     Maghiari (90,47%)
     Croați (2,29%)
     Romi (2,13%)
     Germani (1,98%)
     Sârbi (1,22%)
     Necunoscut (0,99%)
     Alții (0,91%)
Componența confesională a orașului Tököl
     Romano-catolici (38,77%)
     Fără religie (22,52%)
     Reformați (9,44%)
     Atei (2,04%)
     Greco-catolici (1,78%)
     Necunoscută (24,27%)
     Alte religii (3,49%)
Conform recensământului din 2011, orașul Tököl avea 9.734 de locuitori. Din punct de vedere etnic, majoritatea locuitorilor (90,47%) erau maghiari, existând și minorități de croați (2,29%), romi (2,13%), germani (1,98%) și sârbi (1,22%). Apartenența etnică nu este cunoscută în cazul a 0,99% din locuitori. Nu există o religie majoritară, locuitorii fiind romano-catolici (38,77%), persoane fără religie (22,52%), reformați (9,44%), atei (2,04%) și greco-catolici (1,78%). Pentru 24,27% din locuitori nu este cunoscută apartenența confesională.